# Fontaine-l'Abbé
Fontaine-l'Abbé är en kommun i departementet Eure i regionen Normandie i norra Frankrike. Kommunen ligger i kantonen Bernay-Est som tillhör arrondissementet Bernay. År 2022 hade Fontaine-l'Abbé 567 invånare.

## Befolkningsutveckling
Antalet invånare i kommunen Fontaine-l'Abbé
Referens:INSEE